# Judith Godrèche

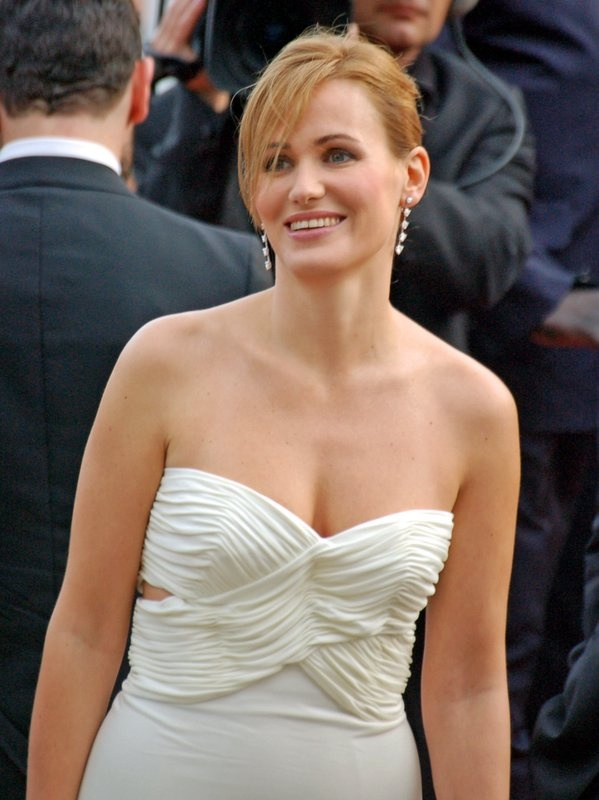
Judith Godrèche (2007)

Judith Godrèche (* 23. März 1972 in Paris) ist eine französische Schauspielerin, die auch als Filmregisseurin und Drehbuchautorin tätig ist.

## Leben
Godrèche wurde 1972 als Tochter zweier Psychoanalytiker in Paris geboren. Bereits in jungen Jahren modelte sie für eine Jugendzeitschrift und machte Werbung für einen japanischen Schokoladenhersteller. Mit 13 Jahren spielte sie ihre erste Filmrolle als Tochter von Claudia Cardinale in Nadine Trintignants Filmdrama Die Familienpyramide (1985). Für ihre Hauptrolle in Die Entzauberte (1990) erhielt sie 1991 eine Nominierung für den französischen Filmpreis César als beste Nachwuchsdarstellerin. Noch im selben Jahr gehörte sie zur Jury der 41. Internationalen Filmfestspiele von Berlin.
1996 war sie in Patrice Lecontes preisgekröntem Historienfilm Ridicule – Von der Lächerlichkeit des Scheins als selbstbewusste Filmtochter von Jean Rochefort neben Charles Berling und Fanny Ardant zu sehen. Einem breiteren internationalen Publikum wurde sie 1998 bekannt, als sie in der Literaturverfilmung Der Mann in der eisernen Maske die unglückliche Geliebte von König Ludwig XIV. an der Seite von Leonardo DiCaprio spielte. Für ihre schauspielerischen Leistungen in Cédric Klapischs L’auberge espagnole (2002) und Tonie Marshalls France boutique (2003) wurde sie jeweils für den César als beste Nebendarstellerin nominiert. In François Ozons erfolgreicher Filmkomödie Das Schmuckstück (2010) kam sie neben Catherine Deneuve und Gérard Depardieu zum Einsatz.
Im Laufe ihrer Karriere stand sie auch auf der Theaterbühne, so etwa 1996 in Paris für Edward Albees Drei große Frauen, sowie vor der Fernsehkamera, wie 1997 für eine Fernsehadaption von Stendhals Rot und Schwarz. Im Jahr 2010 lieferte sie mit Toutes les filles pleurent ihr Regiedebüt.
Eine sechs Jahre währende Beziehung zu dem 25 Jahre älteren Regisseur Benoît Jacquot, die sie in den 1980er Jahren als Minderjährige einging, verarbeitete Godrèche im Kontext der #MeToo-Bewegung als Regisseurin, Autorin und Hauptdarstellerin der Miniserie Icon of French Cinema (2023), die im Dezember 2023 auf Arte erstausgestrahlt wurde. In Interviews warf sie Jacquot vor, sie geschlagen und vergewaltigt zu haben. Jacquot soll sie zudem an seinen Berufskollegen Jacques Doillon „ausgeliehen“ haben. Beide bestreiten die Vorwürfe.
Im Jahr 2024 wurde Godrèches Kurzfilm Moi aussi („Me too“) nachträglich ins Programm des 77. Filmfestivals von Cannes aufgenommen. Das 17-minütige Werk präsentiert Geschichten von Opfern sexueller Gewalt und lief in Cannes in den Reihen „Un Certain Regard“ und „Cinéma de la Plage“.
Von 1998 bis 2002 war Godrèche mit dem Komiker und Regisseur Dany Boon verheiratet, den sie bei den Dreharbeiten zu der Filmkomödie Liebe auf den sexten Blick kennengelernt hatte. Aus der Ehe ging ein Sohn (* 1999) hervor. Mit dem Regisseur Maurice Barthélémy lebte sie von 2004 bis 2012 zusammen. Am 19. April 2005 kam eine gemeinsame Tochter zur Welt.

## Filmografie (Auswahl)

### Als Darstellerin
- 1985: Die Familienpyramide (L’Été prochain)
- 1988: Ein turbulentes Wochenende (Les Saisons du plaisir)
- 1988: Das Mittagsschläfchen (La Méridienne)
- 1989: Eine Frau mit 15 (La Fille de 15 ans)
- 1989: Un été d'orages
- 1990: Die Entzauberte (La Désenchantée)
- 1990: Söhne (Sons)
- 1991: Paris erwacht (Paris s’éveille)
- 1993: Emma Zunz (TV-Film)
- 1993: Tango Mortale (Tango)
- 1993: Ein neues Leben (Une nouvelle vie)
- 1994: Große Kleine (Grande petite)
- 1996: Beaumarchais – Der Unverschämte (Beaumarchais, l’insolent)
- 1996: Ridicule – Von der Lächerlichkeit des Scheins (Ridicule)
- 1997: Le Rouge et Le Noir (TV-Film)
- 1998: Der Mann in der eisernen Maske (The Man in the Iron Mask)
- 1998: Liebe auf den sexten Blick (Bimboland)
- 1999: Entropy
- 2001: South Kensington
- 2002: L’auberge espagnole
- 2002: Parlez-moi d’amour
- 2003: Quicksand – Gefangen im Treibsand (Quicksand)
- 2003: France Boutique
- 2005: Tu vas rire, mais je te quitte
- 2005: Tout pour plaire
- 2005: Papa
- 2008: Home Sweet Home
- 2009: Betrüg mich! (Fais-moi plaisir!)
- 2009: Albert Schweitzer – Ein Leben für Afrika (Albert Schweitzer)
- 2010: Toutes les filles pleurent
- 2010: Low Cost
- 2010: Das Schmuckstück (Potiche)
- 2010: Holiday
- 2011: Die Kunst zu lieben (L’Art d’aimer)
- 2012: Royal Pains (TV-Serie, zwei Folgen)
- 2013: Stoker
- 2013: Chez nous c’est trois!
- 2015: The Overnight – Einladung mit gewissen Vorzügen (The Overnight)
- 2015: Winter
- 2018: Under the Eiffel Tower
- 2019: The Climb
- 2020: Medical Police (TV-Serie, eine Folge)
- 2023: Icon of French Cinema (TV-Miniserie, sechs Folgen)

### Als Regisseurin und Drehbuchautorin
- 2010: Toutes les filles pleurent
- 2018: Under the Eiffel Tower (nur Drehbuch)
- 2023: Icon of French Cinema (TV-Miniserie, sechs Folgen)
- 2024: Moi aussi (Kurzfilm)

## Auszeichnungen
- 1991: Nominierung für den César in der Kategorie Beste Nachwuchsdarstellerin für Die Entzauberte
- 2003: Nominierung für den César in der Kategorie Beste Nebendarstellerin für L’auberge espagnole
- 2004: Nominierung für den César in der Kategorie Beste Nebendarstellerin für France boutique